# Alexander Schowtka
Alexander Schowtka, né le 18 septembre 1963 à Valencia (Venezuela), est un nageur allemand ayant représenté la République fédérale allemande.

## Palmarès

### Jeux olympiques
- Los Angeles 1984
  -  Médaille d'argent en 4 × 200 m nage libre[1].

### Championnats du monde
- Championnats du monde 1986
  -  Médaille d'argent en 4 × 200 m nage libre.

### Championnats d'Europe
- Championnats d'Europe 1983
  -  Médaille d'or en 4 × 200 m nage libre
- Championnats d'Europe 1985
  -  Médaille d'or en 4 × 100 m nage libre
  -  Médaille d'or en 4 × 200 m nage libre
  -  Médaille d'or en 4 × 100 m 4 nages